# Lista de membros do Ghost
Esta é uma lista de integrantes da banda de rock sueca Ghost, que é composta pelo vocalista Papa V Perpetua e pelos instrumentistas chamados Nameless Ghouls. O grupo possui um acordo com a marca Hagström, que criou o modelo de guitarra "Fantomen" para os musicistas tocarem ao vivo.

## Integrantes
- Papa V Perpetua - Vocal
- Nameless Ghoul  (Fire - a.k.a. Alpha) – Guitarra solo
- Nameless Ghoul  (Aether/Quintessence - a.k.a. Omega) – Guitarra base
- Nameless Ghoul  (Water) – Baixo
- Nameless Ghoul  (Air) – Teclados
- Nameless Ghoul  (Earth) – Bateria

## Vocal

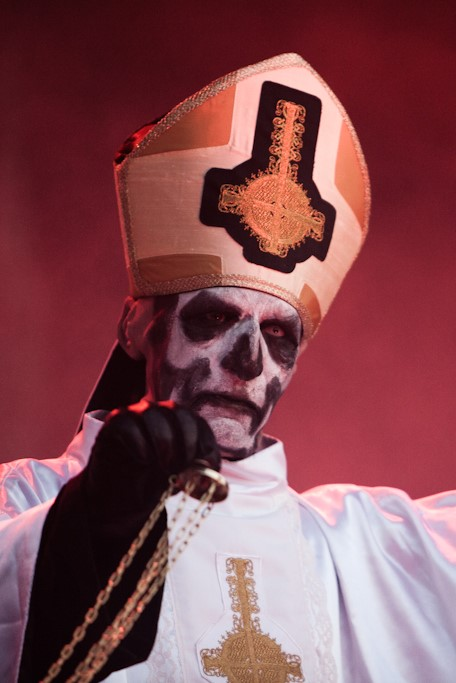
A primeira encarnação do personagem – Papa Emeritus I

Papa Emeritus é o nome de personagens que pertencem a uma linhagem de papas malignos interpretados por Tobias Forge, vocalista da banda. O personagem é retratado por Forge em uma máscara protética usando maquiagens escuras em forma de caveira. A primeira encarnação do personagem atuou durante a divulgação do álbum Opus Eponymous de 2010 a 2011. Ele "deixou" o grupo em 2012 para, teatralmente, dar lugar a Papa Emeritus II durante a divulgação do álbum Infestissumam, de 2013 a 2014. O show onde houve a troca foi na cidade natal da banda, Linköping, na Suécia.
Papa Emeritus II é o primeiro Papa a ter uma máscara feita sob medida, processo que se repetiria para todos os futuros Papas. Assim como seu antecessor, sua máscara retrata um homem idoso careca com pintura de caveira, embora desta vez tanto a máscara quanto a pintura de caveira sejam mais realistas, dando um aspecto maligno ao seu rosto. Ele também foi o primeiro Papa a ter mais de uma roupa, embora essa segunda roupa nunca seja vista no palco, e apenas no que ficou conhecido como "Papaganda", sessões ao vivo e algumas sessões de fotos. Nesta segunda roupa, Papa II usa um paletó em cima de um colete, ao lado de óculos escuros (provavelmente para esconder os orifícios dos olhos da máscara). Ele também tem o rosto descoberto e, ao contrário de sua aparência no palco, usa bigode.
Em 2015 houve uma troca novamente para o mais jovem e sedutor Papa Emeritus III, na divulgação do álbum Meliora e do EP Popestar, no período de 2015 a 2017. Papa III é o "irmão mais novo por três meses" do Papa Emérito II. Ele fez sua estreia ao vivo em 3 de junho de 2015 em um show especial em sua cidade natal, Linköping, na Suécia. Papa II passou o microfone para seu irmão mais novo. Papa III e os ghouls tocaram quatro novas canções: "From the Pinnacle to the Pit", Cirice", "Majesty" e "Absolution". Papa III tem duas roupas. A primeira é a tradicional casula preta com forro roxo e a segunda é uma roupa mais simples e elegante, que ele usaria durante apresentações e eventos públicos. Ele também ficou conhecido por tocar kazoo.
O "reinado" do Papa Emeritus III foi interrompido quando ele foi retirado a força do palco durante um evento em 2017 do qual um idoso Papa Zero (conhecido como Papa Nihil) reivindicou seu lugar no "clero" da banda. Na história fictícia do grupo, Papa Nihil foi o primeiro vocalista da banda no final da década de 60, tendo divulgado em 2019 um EP/Single chamado Seven Inches of Satanic Panic contendo duas músicas gravadas em 1969 durante uma apresentação da banda no Whisky a Go Go. Em 2018, um novo personagem chamado Cardinal Copia tomou lugar de Papa Emeritus III como vocalista da banda na divulgação do álbum Prequelle até 2020. Durante esse período, Papa Nihil frequentemente tocava saxofone durante a apresentação da faixa instrumental "Miasma".
Logo após a "morte" de Papa Nihil, durante um evento ao vivo, Cardinal Copia foi "ungido" e se tornou o mais novo Papa Emeritus IV. Papa Emeritus IV também atuou nas turnês do álbum Impera de 2022.
Papa Emeritus IV foi promovido (ou demovido, como acredita) a líder administrativo do clero no filme da banda, Rite Here Rite Now, de 2024, quando a personagem Sister Imperator, sua mãe, faleceu. Com isso, assumiu o nome Frater Imperator.
Com Frater ocupando a função administrativa, seu irmão gêmeo até então desconhecido, Papa V Perpetua, assumiu os vocais da banda para o novo álbum, Skeletá. O personagem é o vocalista da banda na turnê mundial chamada Skeletour.
Equipamento
- Microfone Sennheiser E965 e Shure Beta 58A (wireless)[5]

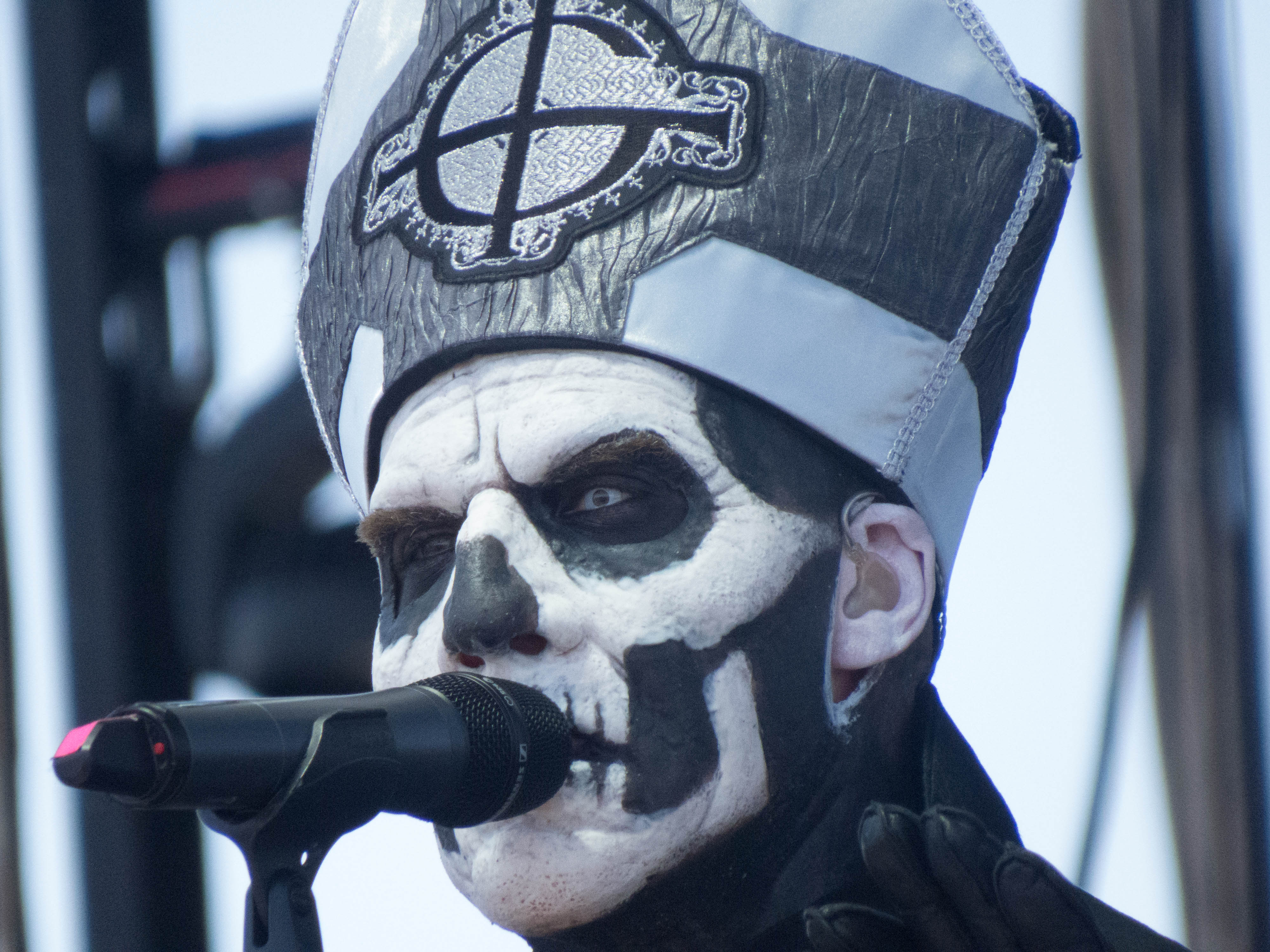
Papa Emeritus II no Coachella 2013
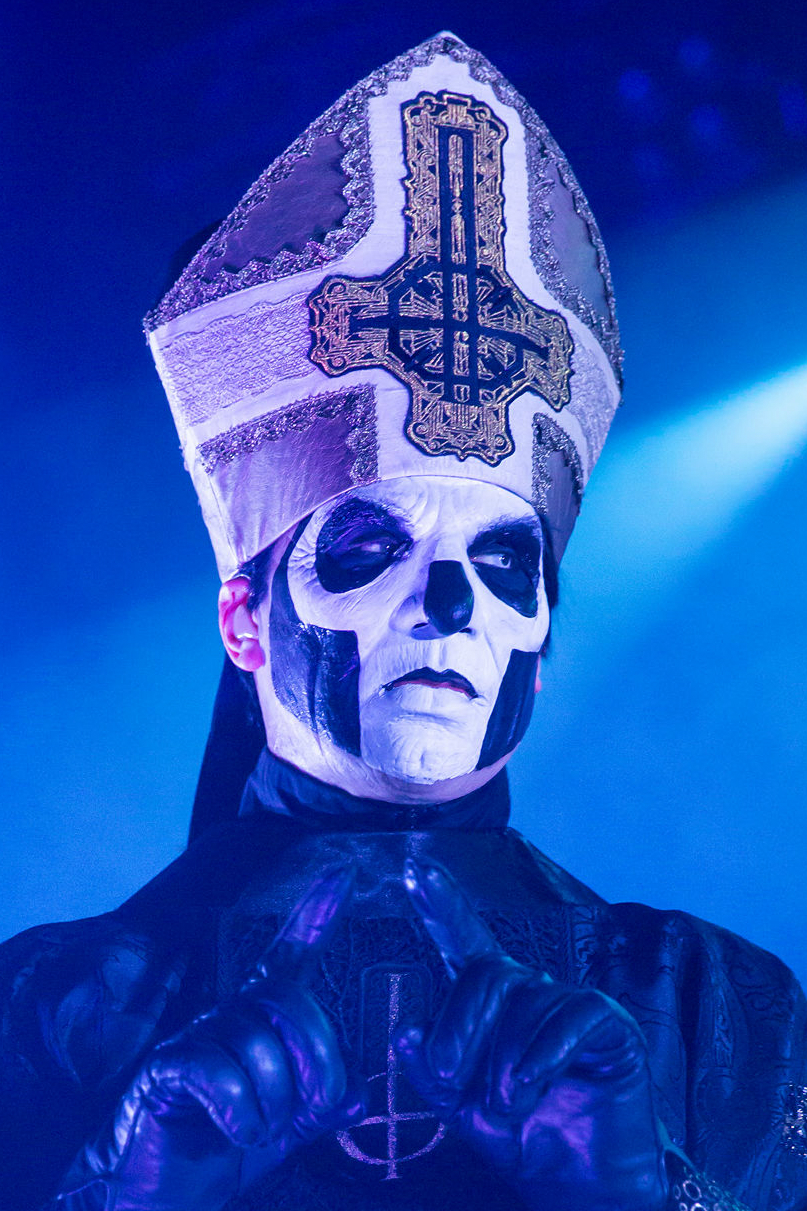
Papa Emeritus III se apresentando em 2016
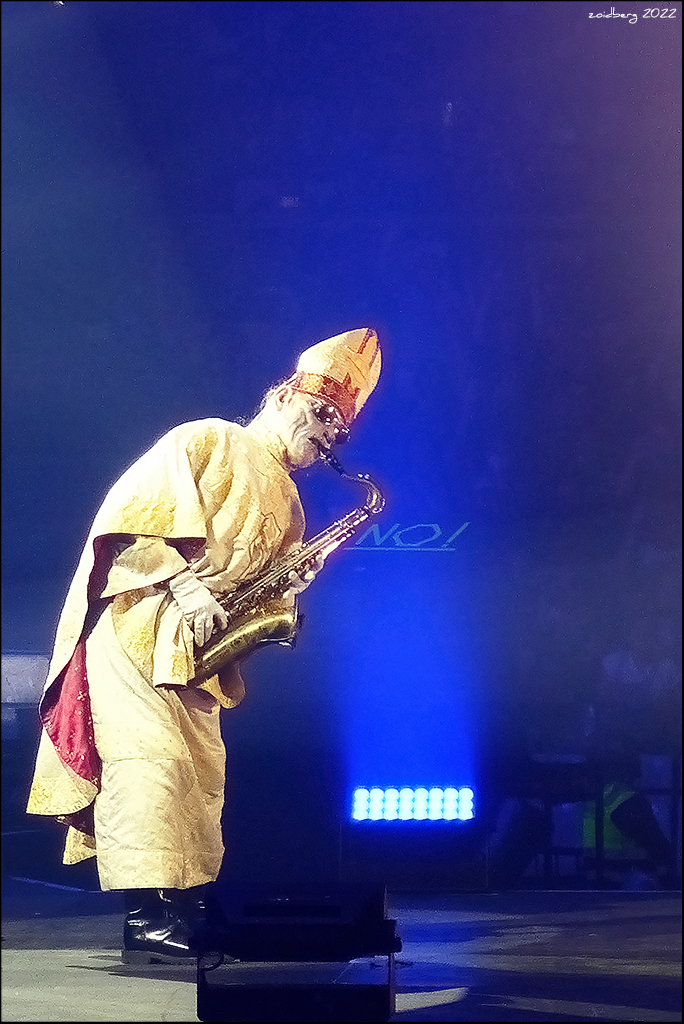
Papa Nihil tocando saxofone em 2022
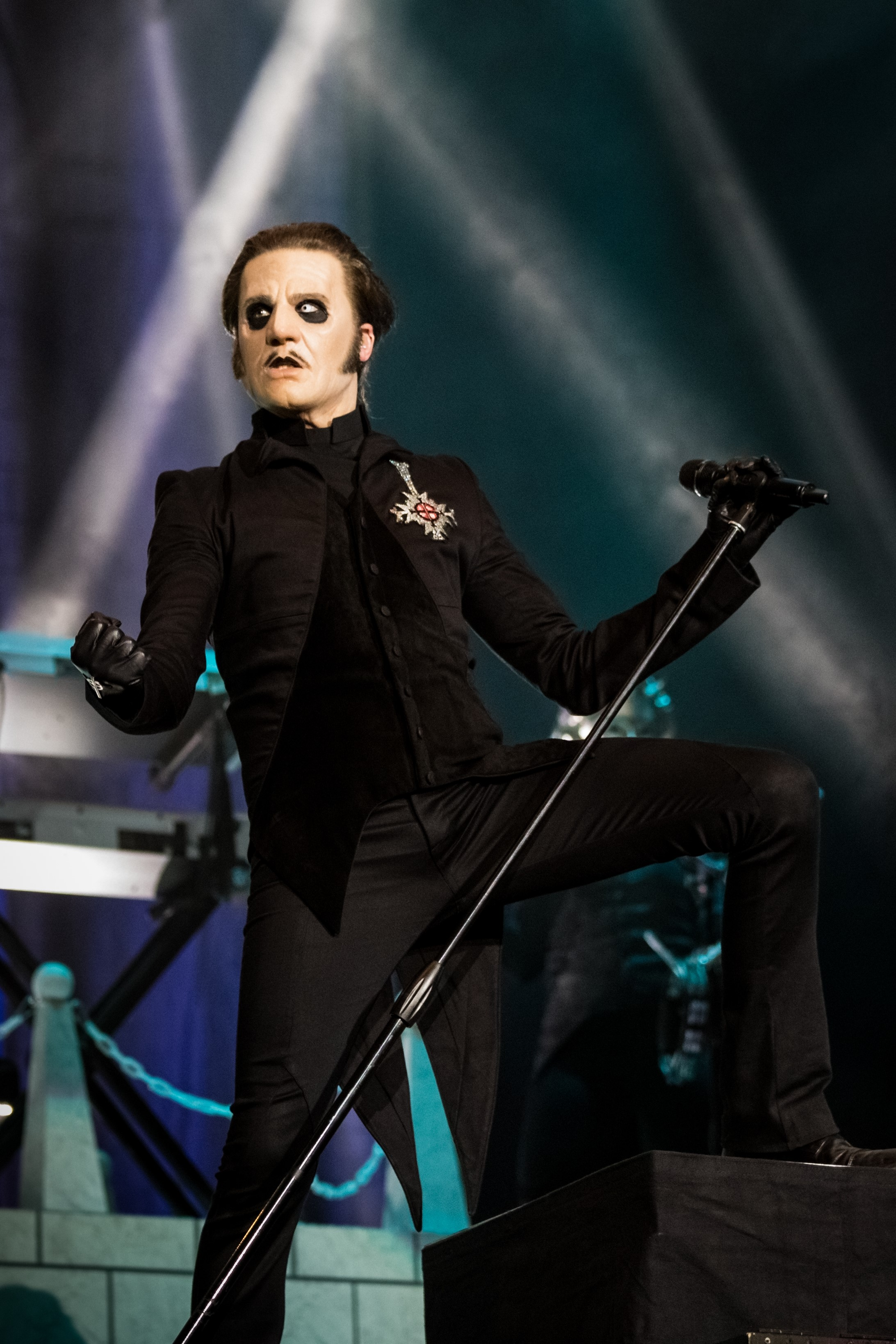
Cardinal Copia em 2018

## Guitarrista Solo

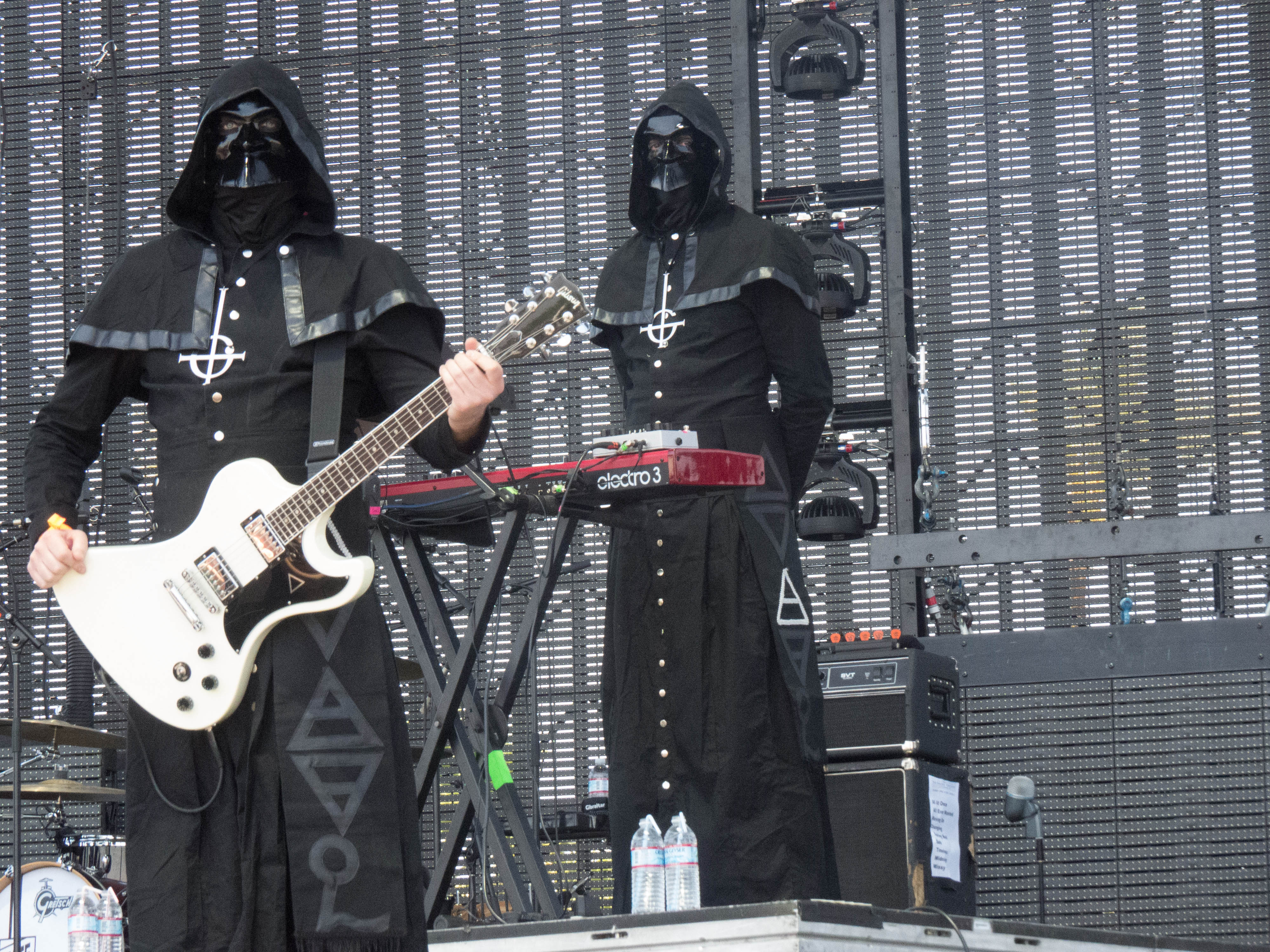
Guitarrista solo em frente ao tecladista do grupo.

O guitarrista solo é representado pelo símbolo do fogo na alquimia e, atualmente, usa uma guitarra Gibson RD customizada. O guitarrista também já usou uma Gibson SG Standard White (que era preta nos concertos inaugurais) até o final da turnê de 2011, a qual ainda foi usada no estúdio para gravar o álbum de estreia (Opus Eponymous) do grupo. O guitarrista também usou uma Orville SG white em alguns shows. Sua guitarra atual contém o símbolo que lhe representa.

### Equipamento Atual
- "Guitarra hagstrom fantomen branca"
- "Pedal Fractal Audio Systems MFC-101 Mark II"
- "Fones JHAudio"
- "Cordas Dunlop Nickel Plated Steel"
- "Palhetas Dunlop Tortex"

### Equipamento Anterior
- "Gibson RD personalizada na cor branca"
- "Orville SG white "
- "Guitarra Gibson SG Standard, na cor branca ou preta"
- "Pedal Pigtronix Class a Boost"
- "Pedal Pigtronix Envelope Phaser"
- "Pedal Pigtronix Philosopher's Tone"
- "Amplificador Orange Thunderverb 50"
- "Amplificador Orange Thunderverb 200"
- "2x Gabinete Orange PPC-412, 400 Watt Black Stereo"
- "Gabinete Orange PPC-212, 120 Watt Black"
- "Amplificador Marshall DSL 100H"
- "Afinador Carl Martin"
- "Pedais de bateria Carl Martin Power Pro"
- "Capotraste"

## Guitarrista Base
O guitarrista base é representado pelo símbolo do éter e, atualmente, usa uma guitarra Gibson RD customizada. Ele usou uma guitarra de marca desconhecida até o final da turnê de 2011. Em um concerto em Nova Iorque, também em 2011, o guitarrista usou um modelo Gibson Flying V. Na maioria das vezes, o guitarrista usa uma guitarra com o símbolo omega, noutras, usa uma com o símbolo de sua roupa.

### Equipamento Atual
- " Guitarra hagstrom fantomen na cor preta"
- "Pedal Fractal Audio Systems MFC-101 Mark II"
- "Fones JHAudio"
- "Cordas Dunlop Nickel Plated Steel"
- "Palhetas Dunlop Tortex"

### Equipamento Anterior
- "Guitarra Gibson RD na cor preta"
- "Guitarra gibson firebird non reverse
- "Gibson Flying V"
- "Pedal Pigtronix Class a Boost"
- "Pedal Pigtronix Envelope Phaser"
- "Pedal Pigtronix Philosopher's Tone"
- "Amplificador Marshall DSL 100H"
- "Afinador Carl Martin"
- "Pedais de bateria Carl Martin Power Pro"

## Baixo
O baixista é representado pelo símbolo da água na alquimia e, atualmente, usa o baixo Fender American Standard Precision. Ele usou o Fender Deluxe Jaguar até o final da turnê de 2011, tendo também usado um Ibanez Iceman nos primeiros concertos.
Atualmente, o baixista não usa pedal no palco, mas é provável que ele ainda use equipamentos Pigtronix. Também é difícil avaliar se ainda utiliza todos os pedais mencionados abaixo.

### Equipamento Atual
- "Baixo Fender American Standard Precision na cor branca"
- "Pedal Pigtronix Echolution"
- "Pedal Pigtronix Disnortion"
- "Pedal Pixtronix Fat Drive"
- "Pedal Dunlop MXR Analog Chorus"
- "Pedal Dunlop MXR Carbon Copy Analog Delay"
- "Pedal Dunlop Bass Overdrive M89"
- "Pedal Dunlop Bass Compressor M87"
- "Pedal Dunlop Bass D.I.+ M80"
- "Pedal Electro Harmonix POG2"
- "Pedal Carl Martin Paraloop"
- "Fones JHAudio"
- "Cordas Dunlop Stainless Steel"
- "Palhetas Dunlop Tortex Triangle"

### Equipamento Anterior
- "Baixo Fender American Standard Precision"
- "Baixo Fender Deluxe Jaguar"
- "Baixo Rickenbacker 4003"
- "Baixo Ibanez Iceman ICB300EX"
- "Gabinete Orange OBC-410, 600 Watt inc HF Horn"
- "Amplificador Orange AD200B, 200 Watt Black Valve"
- "Amplificador Ampeg"

## Teclado

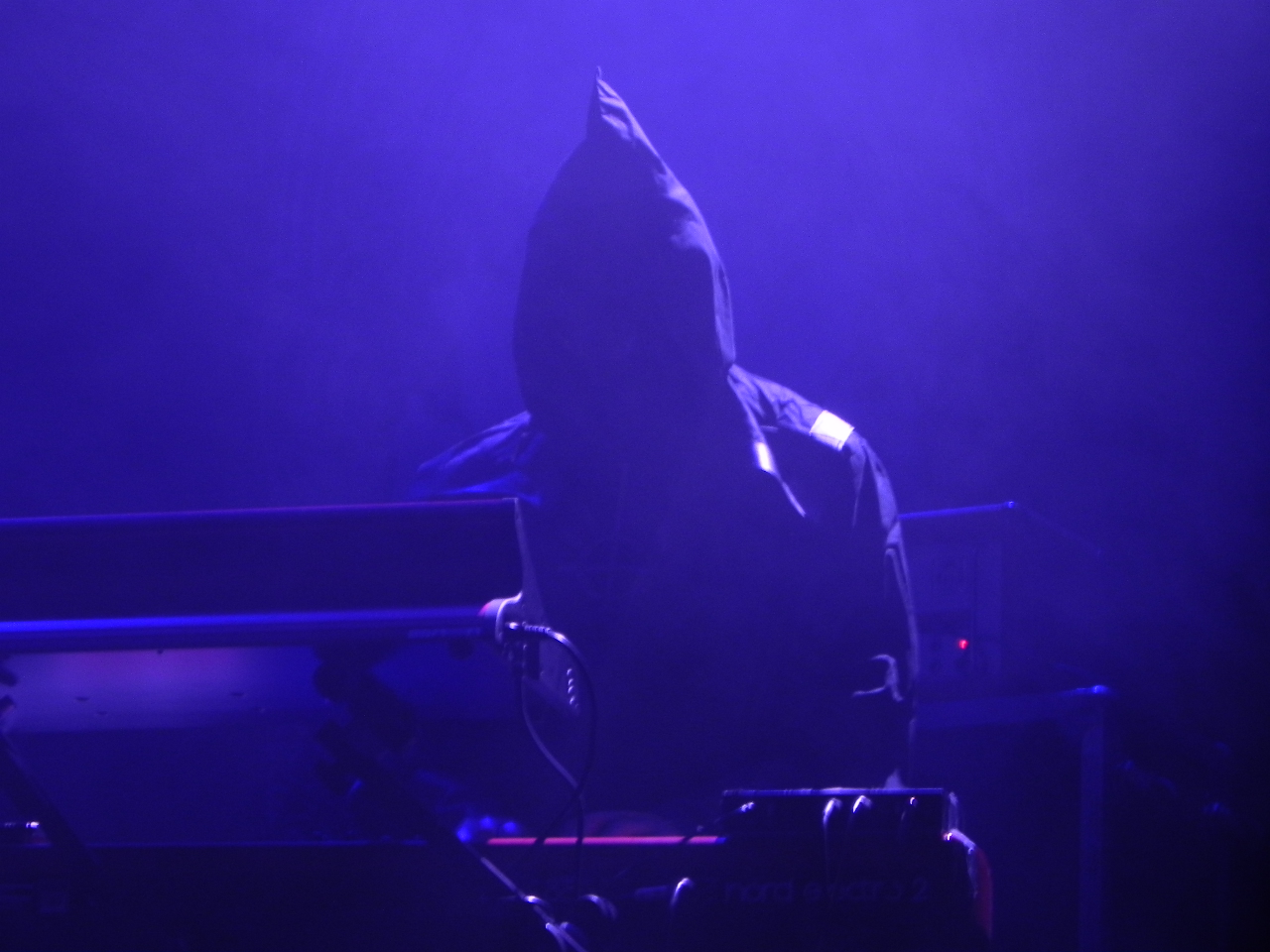
Tecladista do grupo durante um show.

O tecladista é representado pelo símbolo do ar na alquimia.

### Equipamento Atual
- "Teclado Nord Electro 3"
- "Sintetizador Little Phatty Stage II"
- "Efeito Pigtronix Echolution"
- "Fones JHAudio"

### Equipamento Anterior
- "Teclado Nord Electro 2"

## Bateria
O baterista é representado pelo símbolo da terra na alquimia. O equipamento utilizado pelo baterista é muito complexo e variado. Atualmente, ele usa principalmente a bateria Ludwig Vistalite com pratos da MEINL e peles Evans. As baquetas são Pro-Mark American Maple SD11.
O baterista usou vários kits desde 2010, entre eles das marcas Remo, Tama, Sonor e Zildjian.

### Equipamento Atual
- "Bateria Ludwig Vistalite"
- "Prato MEINL 14" Byzance Traditional Medium Hihat"
- "Prato MEINL 20" Byzance Vintage Sand Ride"
- "Prato MEINL 18" Byzance Traditional Medium Crash"
- "Prato MEINL 20" Mb10 Heavy Crash"
- "Prato MEINL 19" Byzance Traditional Medium Thin Crash"
- "Prato MEINL 18" Byzance Traditional Medium Crash"
- "Peles Evans EMAD2 Clear (bumbo)"
- "Peles Evans G1 Coated"
- "Peles Evans G2 Coated"
- "Peles Evans Power Center Reverse Dot + 300"
- "Peles Evans G1 Clear (tons)"
- "Peles Evans G2 Clear (tons)"
- "Microfone Shure Beta 57A"
- "Fones JHAudio"
- "Assento Pearl Roadster D-2000"
- "Pedal do Bumbo PEARL Powershifter Eliminator P-2000C"
- "Pés tons Latin Percussion"
- "Suportes para Pratos Pearl"
- "Baquetas Pro-Mark American Maple SD11"

### Equipamento Anterior
- "Bateria Zildjian"
- "Bateria Sonor"
- "Bateria Tama"
- "Bateria Remo"